# Hafni(IV) sulfide
Hafni(IV) sulfide là một hợp chất vô cơ của hafni và lưu huỳnh,  được phân loại là một dichalcogenide phân lớp với công thức hóa học HfS2. Một vài lớp mỏng của vật liệu này có thể được tách ra bằng cách sử dụng kỹ thuật Scotch Tape tiêu chuẩn (xem graphene) và được sử dụng để chế tạo transistor hiệu ứng trường. Quá trình tổng hợp hiệu suất cao của HfS2 cũng đã được chứng minh bằng cách sử dụng quá trình tróc màng ở pha lỏng, tạo ra các mảnh HfS2 ít lớp nhưng ổn định.

## Điều chế
Bột hafnium(IV) sulfide có thể được sản xuất bằng phản ứng giữa hydro sulfide và hafni(IV) oxide ở 500–1300 °C.

## Hợp chất khác
Phức hợp HfS2·NH3 được tạo thành khi cho HfS2 tác dụng với NH3 ở thể khí hoặc lỏng. HfS2 phản ứng với NH3 tạo thành chất lỏng màu xanh lục đậu, khi tách ra ở dạng bột/tinh thể có màu đỏ cam đậm với vệt màu kim loại đồng.